# آر لي كلارك
آر لي كلارك (2 يوليو 1906-3 مايو 1994) كان أخصائي جراحة أورام وأول مدير دائم لمركز إم دي أندرسون للسرطان.

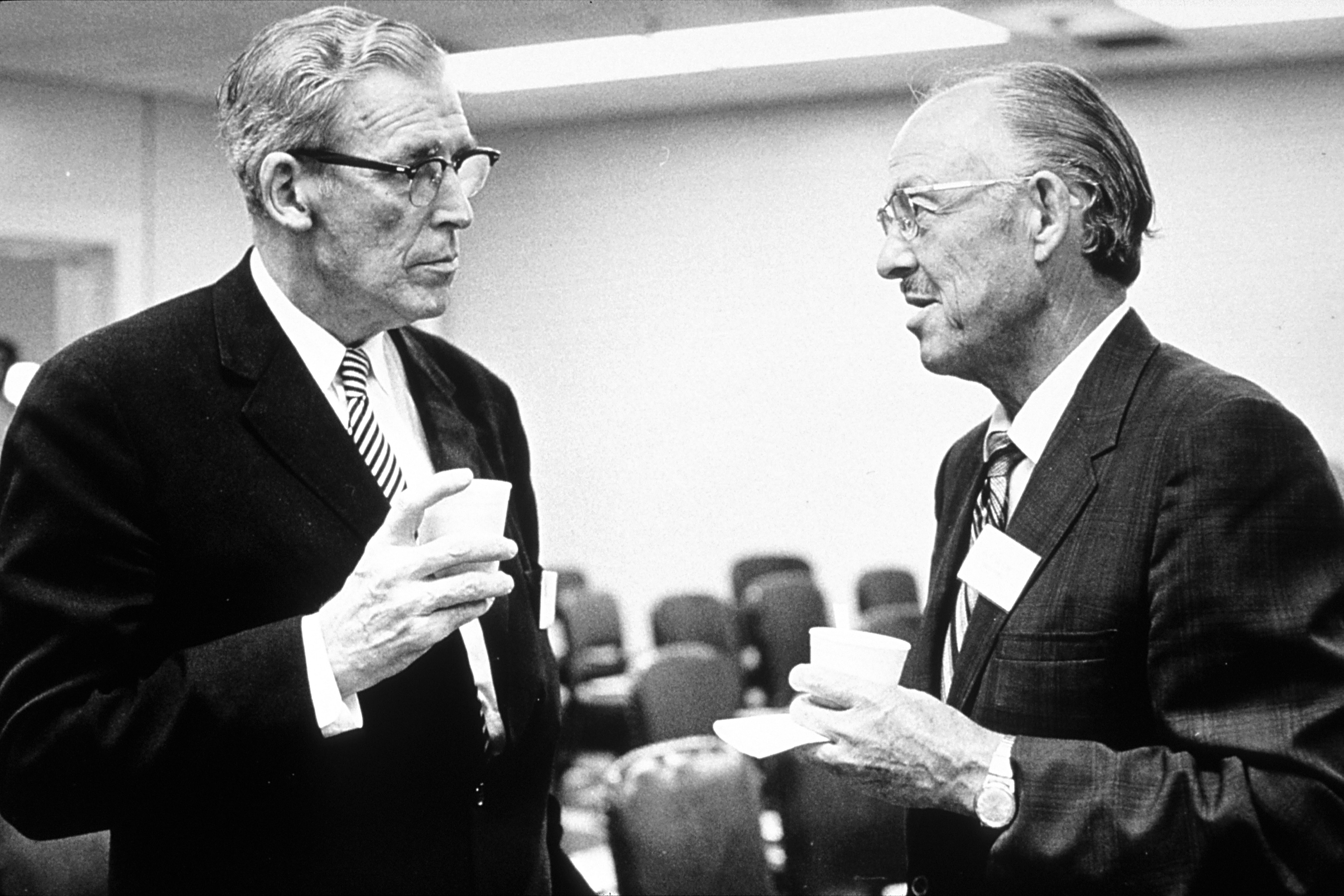
لي كلارك (إلى اليمين) مع جوناثان رودس

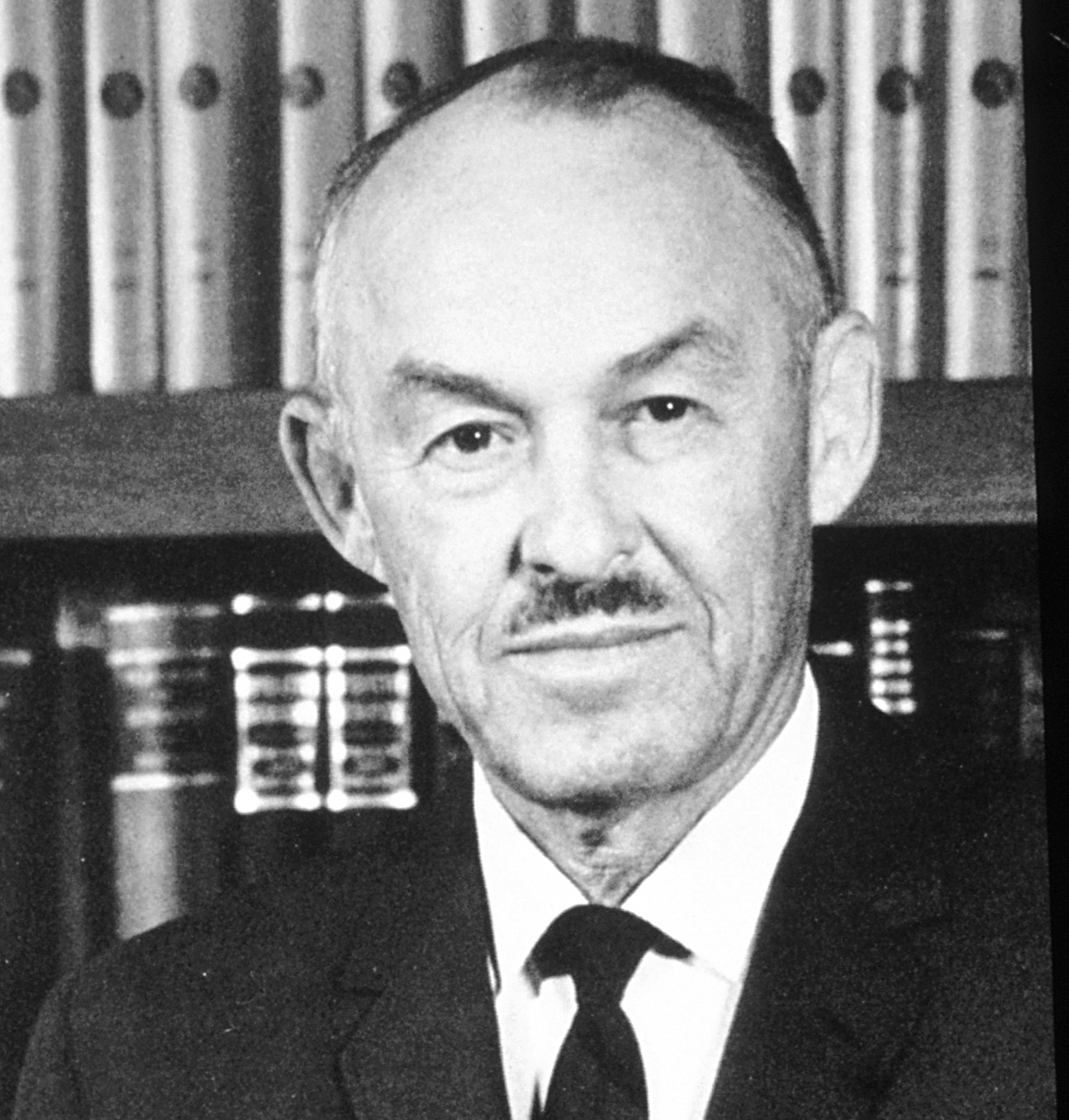
دكتور آر لي كلارك، دكتوراه في الطب

## النشأة
وُلد راندولف لي كلارك جونيور في هيريفورد، تكساس، وهو واحد من بين تسعة أطفال. وُلِد في عائلة من المعلمين، حيث كان والده "راندولف لي كلارك" وجده رؤساء ومؤسسين جامعيين. أسس والده "جامعة ميدويسترن ستيت" وشارك جده في تأسيس "جامعة تكساس المسيحية". كانت والدته موسيقية ومعلمة. بعد وفاة والده، فضل أن يُدعى "آر لي كلارك". بعد تخرجه من مدرسة "ويتشيتا فولز" الثانوية، درس الجامعة في جامعة ساوث كارولينا، حيث حصل على درجتيّ بكالوريوس مزدوجة في الهندسة الكيميائية وفي ما قبل الطب "التحضيري الطبي". خلال سنوات دراسته الجامعية حصل على دعم عاطفي قوي من عائلته ولكن ايضاً على القليل من الدعم المالي. خلال العطلات الصيفية للكلية، قام بتعبئة القمح الطازج ونقله في ولاية تكساس. في الكلية كان يلعب البيسبول ويلعب الملاكمة والمصارعة. كطالب في السنة الثانية فاز ببطولة المصارعة الوطنية للهواة الرياضيين لوزن 155 باوند. تخرج من كلية الطب في فيرجينيا عام 1932م. كان تدريب ما بعد التخرج في الجراحة في المستشفى الأمريكي بباريس كرئيس مقيم في الجراحة، تليها زمالة لمدة أربع سنوات في مايو كلينك. بعد مايو كلينك عمل كجراح عام في جاكسون، ميسيسيبي لمدة عامين. كانت تجربته الجراحية العامة بدايةً مذهلة، مع علاج أكثر من 2000 حالة خلال السنوات الأربع التي قضاها في مايو كلينك (1935-1939) وأكثر من 1200 حالة في جاكسون. في عام 1942م التحق بالقوات الجوية لجيش الولايات المتحدة كرئيس قسم الجراحة في مستشفى بولاية نورث كارولينا بسعة 1000 سرير و30 جراحاً تحت قيادته. في عام 1944م أصبح رئيساً لوحدة الجراحة التجريبية في حقل رايت باترسون ومستشاراً للجراح الجوي العام. طُوِّرت أول بدلة طيران خلال فترة عمله هناك. في عام 1945م انتقل إلى راندولف فيلد في سان أنطونيو كرئيس لقسم الجراحة في كلية طب الطيران. نشر العديد من المقالات حول مشاكل طب الطيران وكان محرراً في نشرة الجراحين الجويين. أثناء وجوده في راندولف، تدرب على الطيران بطائرة بوينغ بي-29 سوبر فورترس.

## مهنته في إم دي أندرسون
في عام 1946م، بعد عملية توظيف طويلة ومثيرة للجدل سياسياً، تم تعيين كلارك مديراً وجراحاً رئيسياً في مركز إم دي أندرسون للسرطان.
عُرض على خمسة أطباء آخرين المنصب قبله. . . كانت عملية الاختيار مرهقة وطويلة لأن "ريجنت د. فرانك ستريكلاند" أوقف مرشحه للوظيفة الدائمة. ولم يكن الدكتور "آر لي كلارك جونيور" الطبيب الذي يفضله الحكام الثمانية الآخرون.
كان المركز قد تأسس قبل ذلك بخمس سنوات. كانت التنمية محدودة بسبب النفقات الناجمة عن زمن الحرب والنقص في لوازم البناء. في الوقت الذي جاء فيه كلارك على متن الطائرة، كان هنالك 22 موظفاً؛ مبنى مستشفى السرطان كان مليئاً بالفئران القديمة الموبوءة كان على بعد ستة أفدنة في هيوستن من عزبة النقيب. جيمس بيكر (جد جيمس بيكر )؛ وكانت المعامل البحثية في الاسطبلات المجاورة. كُلِّفَ بمهمة تطوير ما أصبحَ لاحقاً أول مستشفى للسرطان في البلاد يعمل بنظام جامعي. عندما عرضَ عليه المنصب، كتب مرة أخرى على قرطاسية راندولف فيلدز:
الأهداف الرئيسية الثلاثة للمشروع هي التعليم، والعلاج، والأنشطة البحثية المتعلقة بمرض السرطان. هذه الأهداف هي موضوع المؤسسة بأكملها وهي بالمثل الكلمة الرئيسية لوظيفة كل قسم على حدة.
حصل كلارك على فائض من ثكنات الجيش التي حولت لاحقاً إلى غرف عمليات وعيادات خارجية ومختبرات وغرف مستشفى. تحت إشرافه، توسّع المركز إلى 22 أرض على غابات هيوستن المتبرع بها في عام 1954م وأصبح المستشفى يضم 310 سرير. ثلاث إضافات أخرى في وقته جعلت من إم دي أندرسون بين أكبر مراكز السرطان في العالم. تولى رئاسة المركز عام 1968. عندما تقاعد في عام 1978، كان قد عمل كمسؤول لفترة أطول من أي شخص في تاريخ جامعة تكساس. ساعد في تشكيل قانون السرطان الوطني لعام 1971، وعمل تحت إشراف ثلاثة رؤساء يشرفون على تنفيذ القانون. كان مركز إم دي أندرسون واحداً من أول ثلاثة مراكز شاملة للسرطان حددها قانون السرطان الوطني. أصبح نهج كلارك متعدد التخصصات آنذاك والجديد في إم دي أندرسون نموذجاً لمراكز السرطان في جميع أنحاء العالم. وشعر أن العلوم الأساسية والمختبرات الإكلينيكية ومرافق رعاية المرضى يجب أن تتواجد معاً لتحقيق تكامل أفضل للتقدم في إدارة مراكز علاج السرطان. من بين المجالات متعددة التخصصات التي شملها كلارك في معركته ضد السرطان كان العلاج الإشعاعي والأورام الطبية، علم الأوبئة، وعلم النفس كان كلارك من دعاة العلاج الإشعاعي بالكوبالت 60، وفي عام 1948 كانت أول وحدة كوبالت 60 تم تصميمها واختبارها في المركز. أدت مشاكل متعددة إلى تأخير استخدامه لأول مرة على المرضى حتى عام 1954. على الرغم من أن إم دي اندرسون خسر السباق ليكون أول مستخدم لهذه التقنية، إلا أنه تم الاعتراف بهذه الجهود الرائدة على أنها قدمت مساهمة رائدة في تطوير العلاج الإشعاعي.
سعى الدكتور كلارك إلى غرس ثقافة "التواصل مع الناس.. لمسة أساسية" في المركز. شعر كلارك أن جمع التبرعات أمر بالغ الأهمية لنجاح المركز. وقد وصف بأنه "عملي للغاية" ولتحقيق ذلك، أنشأ مكتبًا للتنمية، وحافظ على علاقات وثيقة مع مشرعي الولاية وأمناء الجامعات. كانت لديه "قدرة غير عادية على جمع الأموال من مصادر خاصة وحكومية وفيدرالية". كان نشطاً في العديد من المنظمات الطبية المحلية والوطنية والدولية، بما في ذلك المعهد الوطني للسرطان، وجمعية السرطان الأمريكية، ولجنة الرئيس لمكافحة السرطان، والاتحاد الدولي لمكافحة السرطان، وكلية الجراحين الأمريكية. ومن بين الأوسمة التي حصل عليها وسام الاستحقاق الأمريكي، وجائزة ألبرت لاسكر للأبحاث الطبية، وجائزة الخدمة المتميزة (من كلية الجراحين الأمريكية)، وجوائز الإنجاز الإنسانية والوطنية (من جمعية السرطان الأمريكية). في عام 1983، سميت منشأة العيادة الخارجية في إم دي أندرسون بمبنى عيادة آر لي كلارك.

## على الصعيد الشخصي
تزوج كلارك من الدكتورة "بيرثا مارجريت ديفيس"، وهي طبيبة تخدير من أشفيل، في 11 يونيو 1932. دام زواجهما لمدة 61 سنة. توفيت زوجته "بيرثا" قبل عام من وفاته. أنجبا طفلين "راندولف لي" و"رابيا لين"